# Acupalpus pumilus
Acupalpus pumilus är en skalbaggsart som beskrevs av Carl Hildebrand Lindroth. Acupalpus pumilus ingår i släktet Acupalpus och familjen jordlöpare. Inga underarter finns listade i Catalogue of Life.